# 天皇誕生日

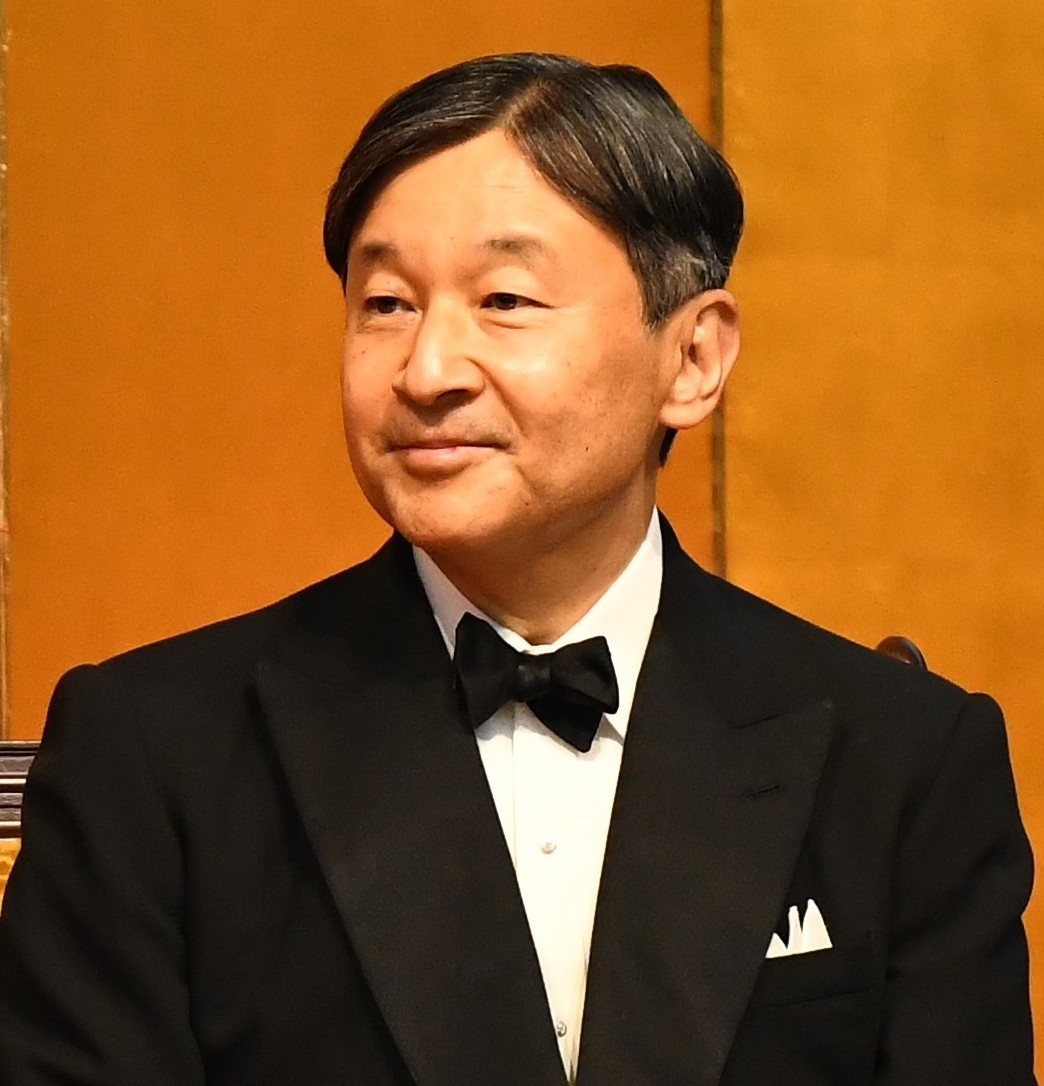
今上天皇は、1960年（昭和35年）2月23日生まれ（歳）

天皇誕生日（てんのうたんじょうび）は、日本の国民の祝日の一つである。旧称は、天長節（てんちょうせつ）。法律上の定めはないが、外交上ではナショナル・デーとして扱われている。
日付は、第126代天皇徳仁の誕生日である2月23日（2020年〈令和2年〉以降）。

## 概要
| 宮中祭祀の主要祭儀一覧             |
| 四方拝・歳旦祭                     |
| 元始祭                             |
| 奏事始                             |
| 昭和天皇祭（先帝祭）               |
| 孝明天皇例祭（先帝以前三代の例祭） |
| 祈年祭                             |
| 天長祭（天長節祭）                 |
| 春季皇霊祭・春季神殿祭             |
| 神武天皇祭・皇霊殿御神楽           |
| 香淳皇后例祭（先后の例祭）         |
| 節折・大祓                         |
| 明治天皇例祭（先帝以前三代の例祭） |
| 秋季皇霊祭・秋季神殿祭             |
| 神嘗祭                             |
| 新嘗祭                             |
| 賢所御神楽                         |
| 大正天皇例祭（先帝以前三代の例祭） |
| 節折・大祓                         |

天皇誕生日は、1948年制定の国民の祝日に関する法律（祝日法、昭和23年7月20日法律第178号）第2条によれば、「天皇の誕生日を祝う。」ことを趣旨としている。
昭和23年（1948年）までは、天長節（てんちょうせつ）と呼ばれ、「休日ニ関スル件」（昭和2年勅令第25号）に基づく祝日だった。昭和23年は昭和天皇の誕生日である4月29日の天長節の後、7月20日に祝日法が施行された。
天皇誕生日の日付は、昭和63年（1988年）までは昭和天皇（第124代天皇）の誕生日である4月29日、平成元年（1989年）から平成30年（2018年）までは明仁（第125代天皇・現上皇）の誕生日である12月23日であった。令和元年（2019年）は、天皇誕生日が存在しなかったが、5月1日が天皇の即位の日として祝日とされ、その前後の日も祝日に挟まれて国民の休日となった。
天皇誕生日に際しては以下の行事を行う。
- 宮中では、祝賀の儀、宴会の儀、茶会の儀、一般参賀が行われる。
- 伊勢神宮を始め、各地の神道神社では天長祭が行なわれる。
- 海上自衛隊では、基地・一般港湾等に停泊している自衛艦において満艦飾が行われる。
- 外務省や在外公館では慣行的に日本のナショナル・デーとされ祝賀行事などを行っているが、いつ頃から開始されたかは不明である[1]。

一方で、皇后誕生日（こうごうたんじょうび）は地久節（ちきゅうせつ）と呼ばれるが（詳細後述）、第二次世界大戦前から祝祭日ではなく、現在も国民の祝日にはなっていない。
ヨーロッパなどでは在位中の君主の実際の誕生日とは別の日を祝日とすることがあるが、天皇誕生日の祝日は大正天皇の例を除いて実際の誕生日と同じであり、天皇の即位に合わせて祝日が移動する。

## 歴史

### 古代・中世
天長節の名は古く、唐は皇帝・玄宗の誕生日を天長節と祝った事に由来する。中国暦開元17年（天平元729年）に「千秋節」と改められたが、19年後の天宝7年（天平勝宝元年748年）に「天長節」と改められた。「天長」は老子の「天長地久」より採られている。
日本では光仁天皇時代の宝亀6年（775年）10月13日（11月10日）に天長節の儀が執り行なわれ、臣下は天皇の好物の酒を献上して宴を賜った。
是日天長大酺群臣献翫好酒食宴畢賜禄有差
（これに先立つ9月11日（10月10日）に
十月十三日是朕生日毎至此辰威慶兼集宜令諸寺僧尼毎年是日転経行道海内諸国竝宜断屠内外百官賜酺宴一日仍名此日為天長節庶使廻斯功徳虔奉先慈以此慶情普被天下
と勅が下された）、と宝亀10年（779年）の記録にも見られるなど平安時代は既に執り行なわれ、室町時代の記録として『御湯殿上日記』に記述がある。

### 近代・現代

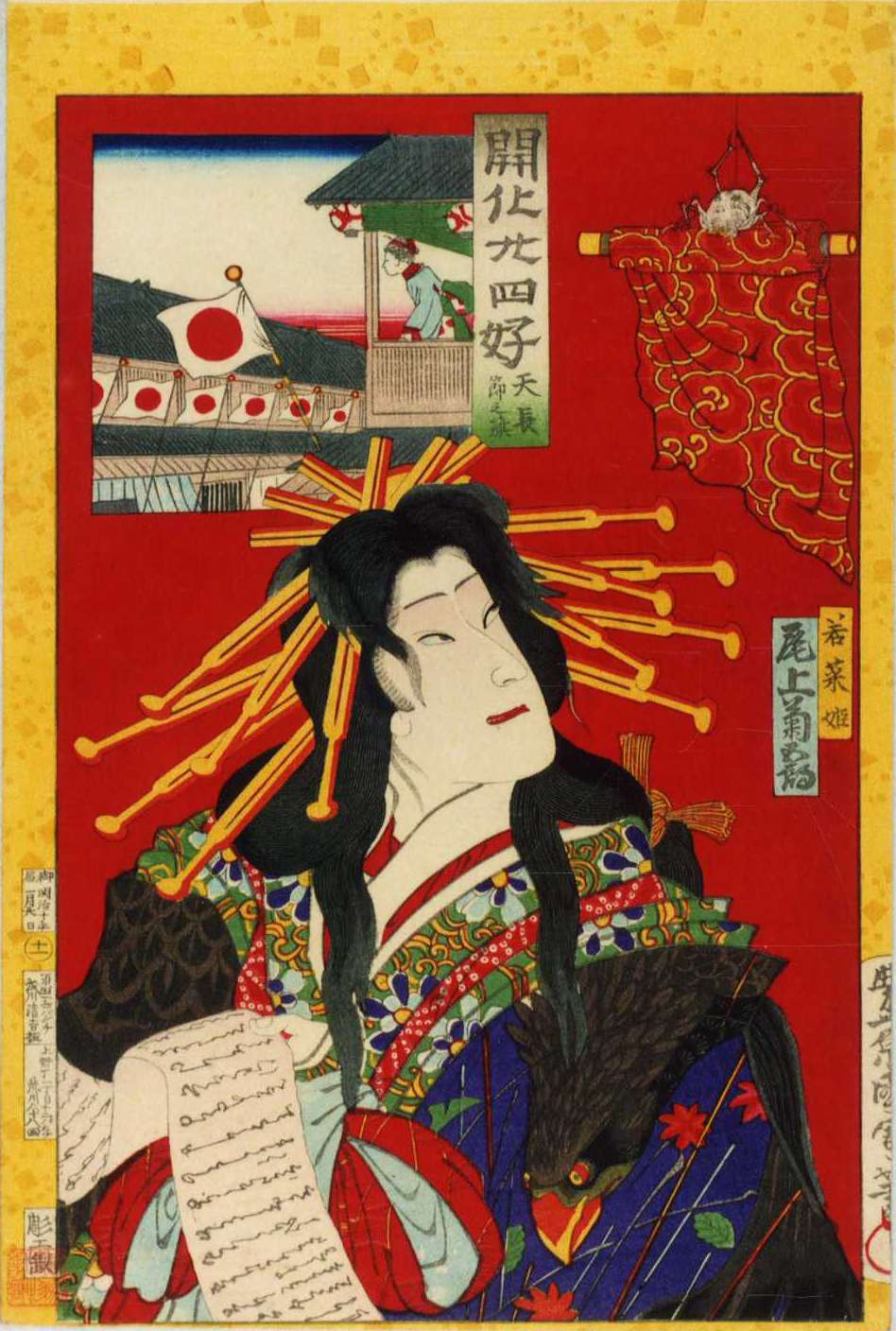
「開化廿四好 天長節之旗」、豊原 国周（明治時代）

明治元年8月26日（1868年10月11日）に太政官布告で「九月二十二日ハ聖󠄁上ノ御誕󠄂辰相當ニ付每年此辰ヲ以テ群臣ニ酺宴ヲ賜ヒ天長節󠄁御執行相成天下ノ𠛬戮被差停候偏󠄁ニ衆庶ト御慶福󠄁ヲ共ニ被遊󠄁候思召ニ候間於󠄁庶民モ一同嘉節󠄁ヲ奉祝󠄀候樣被仰出候事」と布達され、9月22日（1868年11月6日）に天長節を国家の祝日として祝した。9月22日、明治天皇は東京行幸への最中で、当日の宿所となった近江国土山宿で最初の天長節の祝賀儀式を行った。明治2年（1869年）は各国公使を延遼館へ呼び寄せて酒饌を賜い、明治3年（1870年）は諸官員、非職員、華族などが拝賀し、勅任官は禁中で、奏任官以下は各官省で酺宴（ほえん）を賜い、諸軍艦で祝砲が撃たれた。天長節の儀礼が整ったのは明治5年（1872年）で、同年の天長節の勅語で
茲ニ朕󠄂カ誕󠄂辰ニ方リ群臣ヲ會同シ酺宴ヲ張リ舞樂ヲ奏セシム汝群臣朕󠄂カ偕ニ樂シムノ意󠄁ヲ體シ其ノ能ク歡ヲ盡セヨ
と宣した。ついで奏任官以上の総代として太政大臣三条実美が、華族総代として従一位中山忠能がそれぞれ奉答した。明治6年（1873年）の太陽暦採用後は11月3日へ変更し、10月14日の太政官布告で国家の祝日と規定された。
後年、即位した天皇の誕生日にあわせて天長節（てんちょうせつ）が定められた。昭和23年（1948年）までは、年中祭日祝日ノ休暇日ヲ定ム、休日ニ関スル件など太政官布告や勅令で具体的な日付が規定された。戦前は新年（現在の元日、1月1日）・紀元節（現在の建国記念の日、2月11日）・明治節（現在の文化の日、11月3日）ともに四大節の一つとして、盛大に奉祝された。
7月30日に明治天皇崩御・大正天皇践祚となった明治45年・大正元年（1912年）は、11月3日（明治天皇誕生日）に予定していた天長節を8月31日（大正天皇誕生日）へ変更する、新たな休日法（休日ニ関スル件）の施行が9月4日になり、天長節のない年となった。
大正天皇の誕生日は盛暑期で各種式典の斎行が困難であることから、翌年以降は2か月後の10月31日 を天長節祝日として本来の誕生日を避けた。休日としても大正2年（1913年）に休日ニ関スル件が改正され、天長節祝日が制定された。8月31日は行事を催さないが休日であり、休日が年2回となった。
第二次世界大戦後の昭和23年（1948年）は祝日法が制定され、昭和24年（1949年）以降は天皇誕生日（てんのうたんじょうび）として国民の祝日と定められて現在に至る。祝日法制定に先立って行われた「希望する祝日」の政府の世論調査は、「新年の元日」に次いで「天皇陛下のお生まれになった日」が第2位であった。
2019年（平成31年）4月30日に、日本国憲法及び天皇退位特例法の規定により第125代天皇明仁が譲位し上皇となったため、2019年は1912年以来2回目、現行の祝日法では初めての天皇誕生日のない年となった。ただし、徳仁の皇位継承の日として5月1日がこの年限定の祝日として指定され、事実上天皇誕生日の代替となった。また、明仁の誕生日の12月23日は、｢平成の日｣とは指定されず、2019年より平日に戻った。12月は31年ぶりに国民の祝日のない月になった。
2020年（令和2年）2月23日、徳仁の即位後初の天皇誕生日の一般参賀は、新型コロナウイルス感染拡大の影響により中止された。翌2021年（令和3年）と翌々年の2022年（令和4年）の同日の一般参賀も同様の理由で中止され、2023年（令和5年）より再開された。

## 近代・現代史上での歴代天皇の天長節・天皇誕生日
| 時期                                                        | 在位天皇 | 誕生日                  | 法定の祝日                               | 根拠法 |
| ----------------------------------------------------------- | -------- | ----------------------- | ---------------------------------------- | --- |
| 慶応4年8月26日（1868年10月11日） - 明治6年（1873年）7月20日 | 明治天皇 | 11月3日 （旧暦9月22日） | 旧暦9月22日（天長節）                    | 明治6年太政官布告第258号による改正前の明治元年行政官布告第679号                                                               |
| 明治6年（1873年）7月20日 - 10月14日                         | 明治天皇 | 11月3日 （旧暦9月22日） | 11月3日（天長節）                        | 明治6年太政官布告第258号 |
| 明治6年（1873年）10月14日 - 明治45年（1912年）7月30日       | 明治天皇 | 11月3日 （旧暦9月22日） | 11月3日（天長節）                        | 休日ニ関スル件（大正元年勅令第19号）による廃止前の明治6年太政官布告第344号                                                    |
| 明治45年（1912年）7月30日 - 大正元年（1912年）9月4日        | 大正天皇 | 8月31日                 | 11月3日（天長節）                        | 休日ニ関スル件（大正元年勅令第19号）による廃止前の明治6年太政官布告第344号                                                    |
| 大正元年（1912年）9月4日 - 大正2年（1913年）7月16日         | 大正天皇 | 8月31日                 | 8月31日（天長節）                        | 大正元年勅令第十九号中改正ノ件（大正2年勅令第259号）による改正前の休日ニ関スル件（大正元年勅令第19号）                        |
| 大正2年（1913年）7月16日 - 大正15年（1926年）12月25日       | 大正天皇 | 8月31日                 | 8月31日（天長節） 10月31日（天長節祝日） | 大正元年勅令第十九号休日ニ関スル件改正ノ件（昭和2年勅令第25号）による全部改正前の休日ニ関スル件（大正元年勅令第19号）         |
| 大正15年（1926年）12月25日 - 昭和2年（1927年）3月4日        | 昭和天皇 | 4月29日                 | 8月31日（天長節） 10月31日（天長節祝日） | 大正元年勅令第十九号休日ニ関スル件改正ノ件（昭和2年勅令第25号）による全部改正前の休日ニ関スル件（大正元年勅令第19号）         |
| 昭和2年（1927年）3月4日 - 昭和23年（1948年）7月20日         | 昭和天皇 | 4月29日                 | 4月29日（天長節）                        | 国民の祝日に関する法律（昭和23年法律第178号）附則第2項による廃止前の休日ニ関スル件（昭和2年勅令第25号）                       |
| 昭和23年（1948年）7月20日 - 昭和64年（1989年）1月7日        | 昭和天皇 | 4月29日                 | 4月29日（天皇誕生日）                    | 国民の祝日に関する法律の一部を改正する法律（平成元年法律第5号）による改正前の国民の祝日に関する法律（昭和23年法律第178号）    |
| 昭和64年（1989年）1月7日 - 平成元年（1989年）2月17日        | 明仁     | 12月23日                | 4月29日（天皇誕生日）                    | 国民の祝日に関する法律の一部を改正する法律（平成元年法律第5号）による改正前の国民の祝日に関する法律（昭和23年法律第178号）    |
| 平成元年（1989年）2月17日 - 平成31年（2019年）4月30日       | 明仁     | 12月23日                | 12月23日（天皇誕生日）                   | 天皇の退位等に関する皇室典範特例法附則第10条（平成29年法律第63号）による改正前の国民の祝日に関する法律（昭和23年法律第178号） |
| 令和元年（2019年）5月1日 - 在位中                           | 徳仁     | 2月23日                 | 2月23日（天皇誕生日）                    | 国民の祝日に関する法律（昭和23年法律第178号）                                                                                 |

天皇誕生日（天長節）による休日は、昭和23年（1948年）7月19日以前は年中祭日祝日ノ休暇日ヲ定ム、休日ニ関スル件などの太政官布告や勅令で規定されていたが、昭和23年（1948年）7月20日以降は国民の祝日に関する法律で規定されている。天皇誕生日は皇位継承によって自動的に移動・変更されるわけではなく、法を改正して新たに天皇誕生日を規定する必要がある。
明治45年／大正元年（1912年）は先帝崩御日（7月30日） - 新帝誕生日（8月31日） - 新法施行（9月4日） - 先帝誕生日（11月3日）の順となり、平成31年／令和元年（2019年）は、新帝誕生日（2月23日） - 譲位日（4月30日・5月1日） - 先帝誕生日（12月23日）の順となったため、天皇誕生日による休日がない年となった。

## 一世一元の制制定以降の天皇崩御・退位後の誕生日の扱い
休日ニ関スル件、国民の祝日に関する法律ともに、天皇誕生日による休日は先帝崩御／退位・新帝践祚に伴い移動する。休日ニ関スル件では先帝崩御日が先帝祭となっていたが、国民の祝日に関する法律は原則として先帝祭に相当する休日は設けていない。ただし、明治以降、先帝誕生日が休日になった事例が2回ある（明治節および昭和の日）。
明治天皇の誕生日：11月3日
明治天皇の誕生日である11月3日は崩御後に平日とされたが、崩御から15年後の昭和2年（1927年）に明治節として休日とされた。休日ニ関スル件時代に、国民の帝国議会への請願を受けて設けられた唯一の休日である。
第二次世界大戦以前は、大日本帝国憲法下で旧陸海軍の大元帥とされた天皇による観兵式が行われ、宮中席次第一階ないし第三階第二十七の者ならびに勲一等雇外国人および伯、子、男爵ならびに大日本帝国駐剳各国大使、公使らが宮中に召されて豊明殿で宴会が催され、天皇が出席して勅語を発し、内閣総理大臣、大使、公使の首席が奉答の辞を述べて聖寿の無疆を祝した。
昭和21年（1946年）11月3日に日本国憲法が公布されて、国民の祝日「文化の日」となった。当時の首相吉田茂は憲法制定を、当初は8月11日公布で2月11日（紀元節）施行としたが、間に合わずに11月3日（明治節）公布で5月3日施行とし、意図的にそれまでの四大節に日程を合わせた。
大正天皇の誕生日：8月31日
大正天皇の誕生日である8月31日と、その誕生日が盛暑期であることを理由とした10月31日の天長節祝日は、崩御後再び祝日にはなっていない。大正期限定の天長節祝日は、のちの休日増加の端緒となり、昭和期は明治節を制定して休日減少を回避した。
昭和天皇の誕生日：4月29日
昭和天皇の誕生日である4月29日は、昭和64年（1989年）1月7日の崩御直後に祝日法改正で「みどりの日」として国民の祝日とされた 。平成19年（2007年）からは「昭和の日」と定められた。同時に「みどりの日」は5月4日に変更された。
明仁の誕生日：12月23日
平成時代（1989年 - 2019年）において国民の祝日であった第125代天皇明仁の誕生日の12月23日は、退位後、国民の祝日に関する法律により2019年（令和元年）より平日となった。

## 歌
- 「天長節」（作詞 黒川真頼、作曲 奥好義）：明治26年（1893年）「祝日大祭日唱歌」として制定された。